# Peter Mohr Dam
Peter Mohr Dam (Skopun, 1898. augusztus 11. – Tórshavn, 1968. november 8.) feröeri tanár, politikus, a Javnaðarflokkurin (Szociáldemokrata Párt) egykori tagja és elnöke. 1958-tól 1963-ig és 1967-től 1968-ig Feröer miniszterelnöke volt.

## Pályafutása
1920-ban tanári végzettséget szerzett, majd tanárként dolgozott Sumbában (1921-1922), Trongisvágurban (1922-1925) és Tvøroyriben (1925-1967).
A szociáldemokrata párt egyik alapítója volt 1926-ban. 1936-tól haláláig a párt elnöke volt. 1928 és 1968 között – miniszterelnöki időszakait leszámítva – a Løgting képviselője volt. 1934-1957 között Froðba egyházközség polgármestere volt. 1958-tól 1963-ig és 1967-től 1968-ig Feröer miniszterelnöki tisztét töltötte be.

## Magánélete
Szülei Sára Maria szül. Olsen Vestmannából és Ole Christian Dam Kollafjørðurból. Felesége Ragnhild szül. Strøm Trongisvágurból. Fia, Atli Pætursson Dam több cikluson keresztül töltötte be a miniszterelnöki posztot.

## Fordítás
- Ez a szócikk részben vagy egészben a Peter Mohr Dam című német Wikipédia-szócikk ezen változatának fordításán alapul.  Az eredeti cikk szerkesztőit annak laptörténete sorolja fel. Ez a jelzés csupán a megfogalmazás eredetét és a szerzői jogokat jelzi, nem szolgál a cikkben szereplő információk forrásmegjelöléseként.